# 街角樓
街角樓（英語：Corner Houses），是一種樓宇種類。顧名思義，它們的位置都是在兩條，或甚三條街道的交叉點。

## 香港

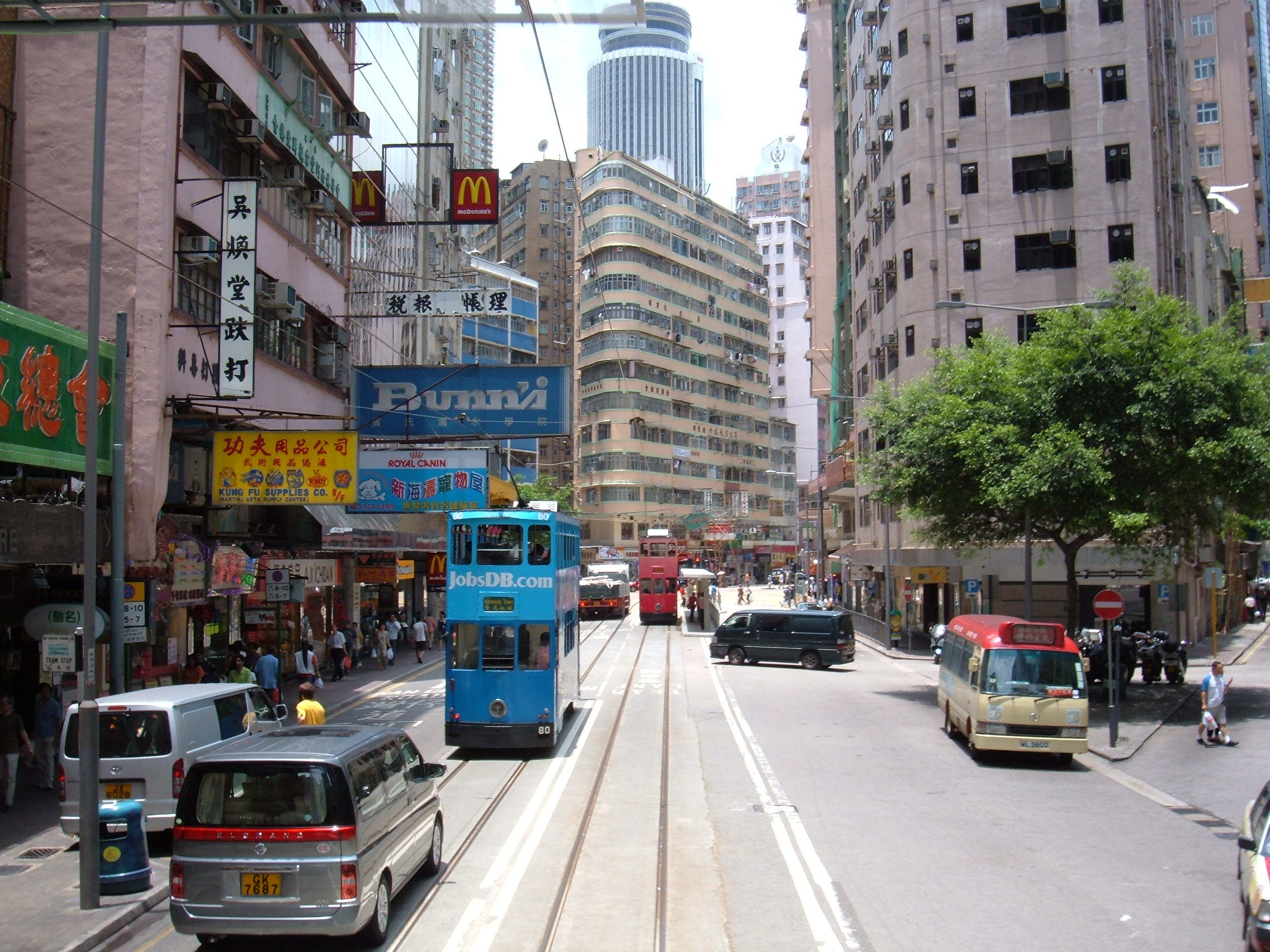
灣仔莊士敦道164號的美華大廈，簡潔線條受20世紀初的現代主義風格影響

「街角樓」意思上是可以指任何地理位置在街道交界之間的建築物，不過在香港則泛指某種特定年份建成的建築類型，而且常見於港島和九龍半島。
香港的街角樓是1950年代至1960年代非常盛行的綜合用途建築物的衍生物，大多是二戰後建成的第四代唐樓，以圓角設計為特色，並以簡潔線條作建築物的主調。
巴士度（A. H. Basto）和李楊安是香港其中設計最多街角樓的建築師。

### 常見地點
香港島：灣仔、銅鑼灣、西營盤、筲箕灣

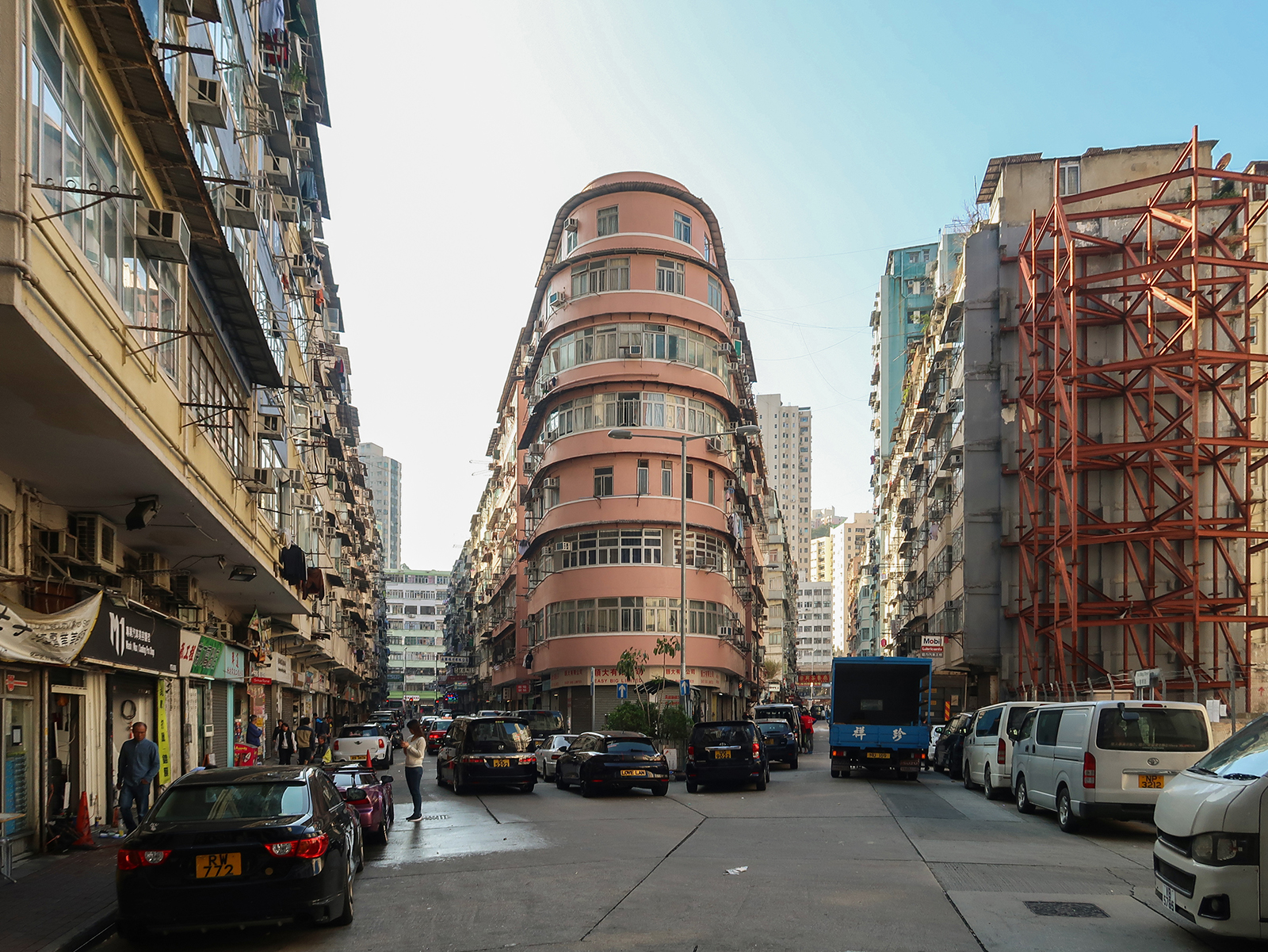
土瓜灣愛華大廈寬闊的立面及其大單邊

九龍半島：深水埗、旺角、大角咀、土瓜灣、長沙灣

### 建築特色

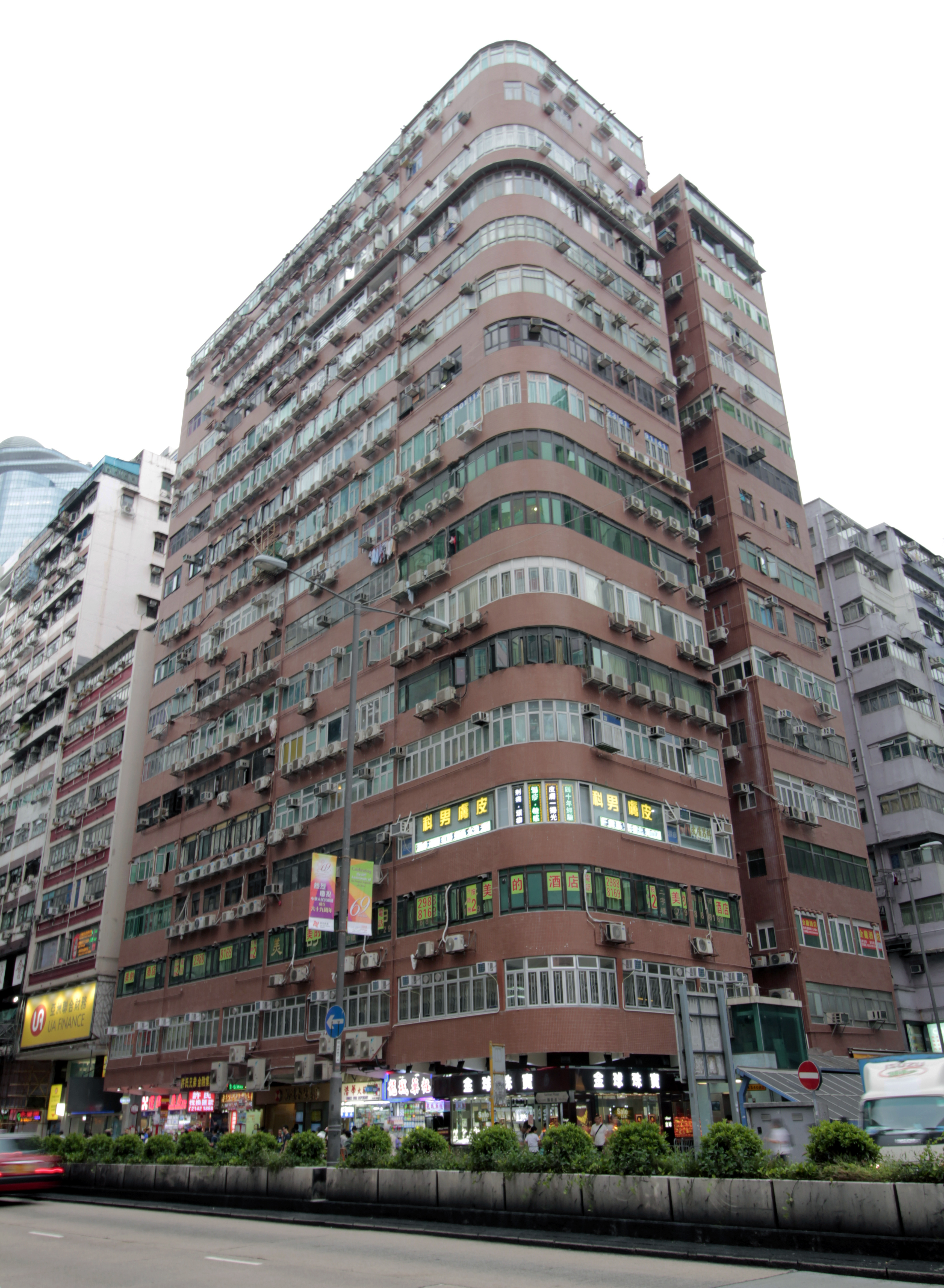
旺角彌敦道金輪大廈

- 闊大的立面通常會掛上招牌

- 位於圓角的單位俗稱「大單邊」[3]

- 部份參考美國早期的現代主義風格設計

- 部份住宅或商戶能擁有兩面街道之景觀[4]

### 轉角種類

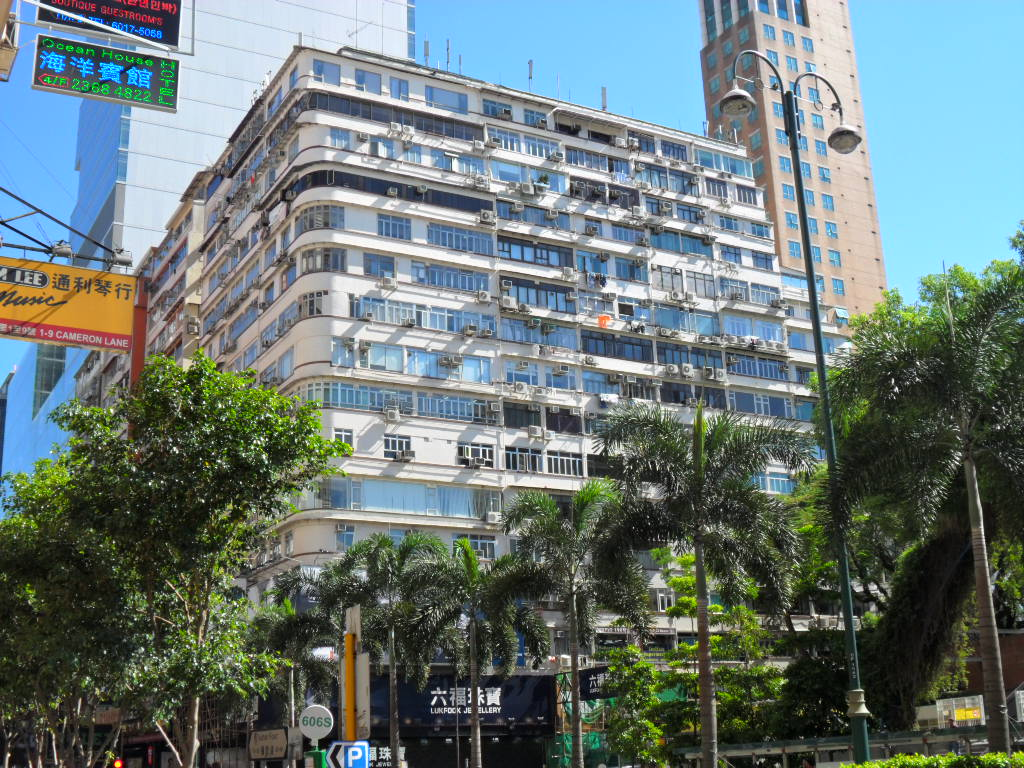
部份同時擁有斜面樓的結構（海防大廈）

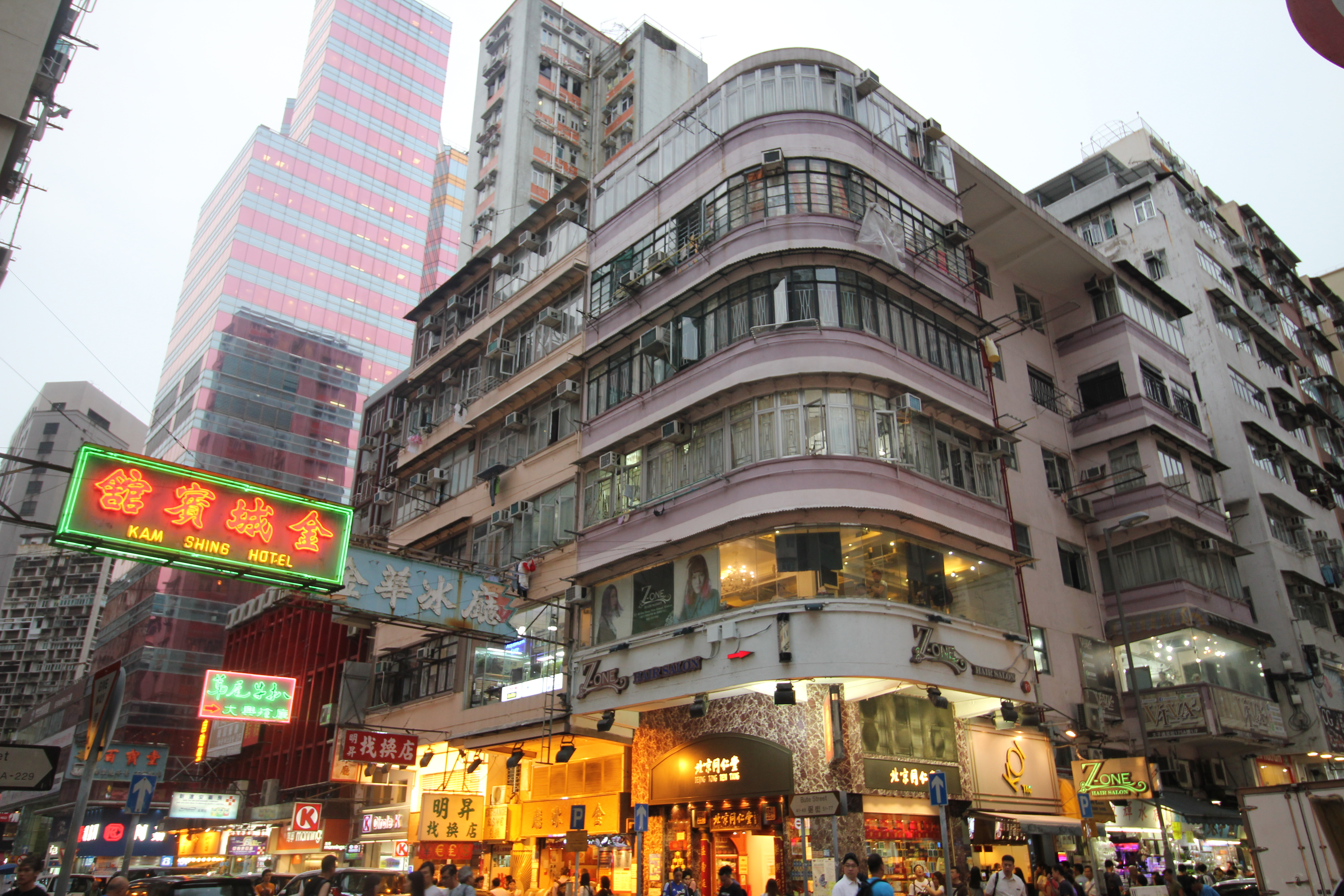
90°轉角（弼街 43-49 號）
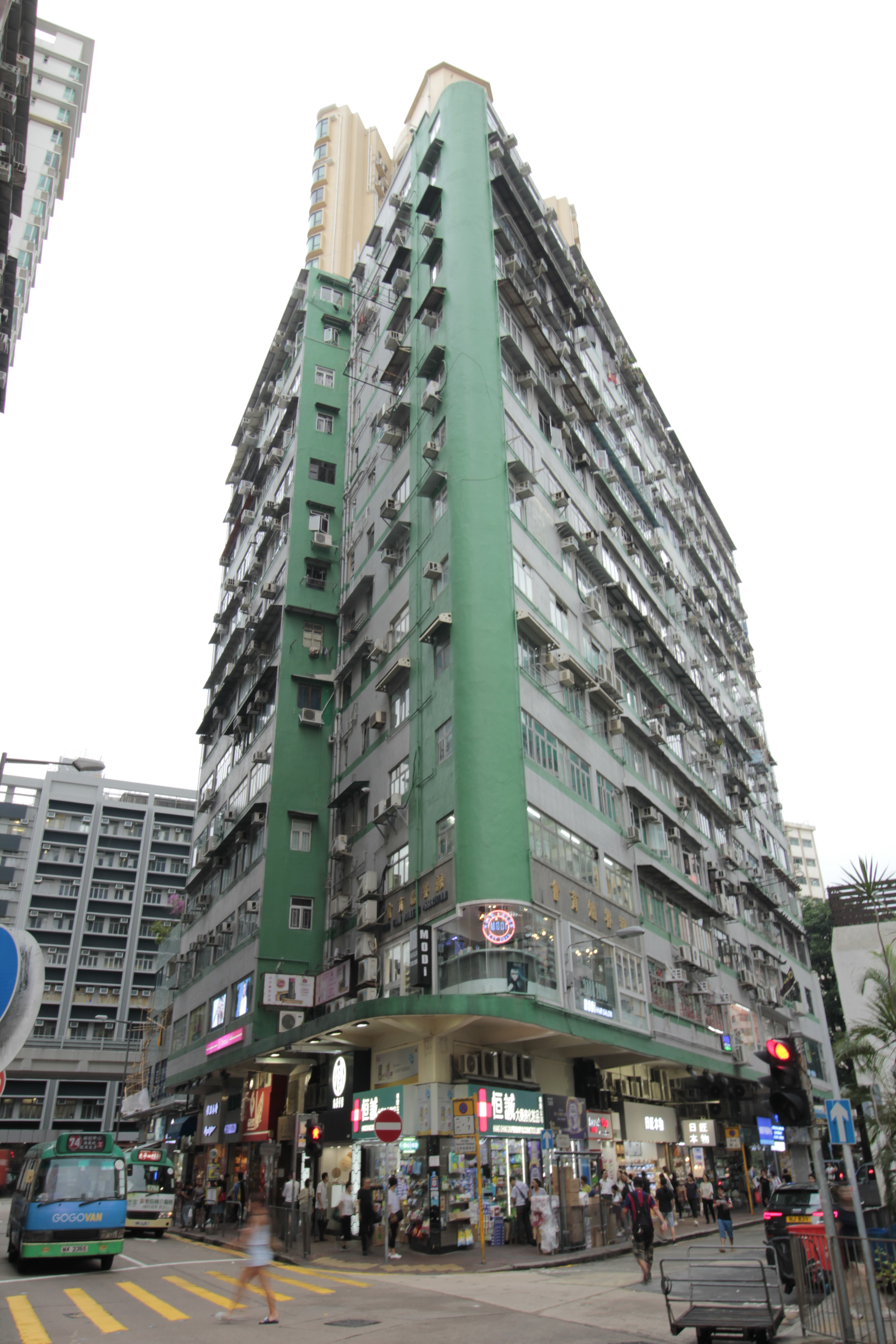
少於90°轉角（長寧大廈）
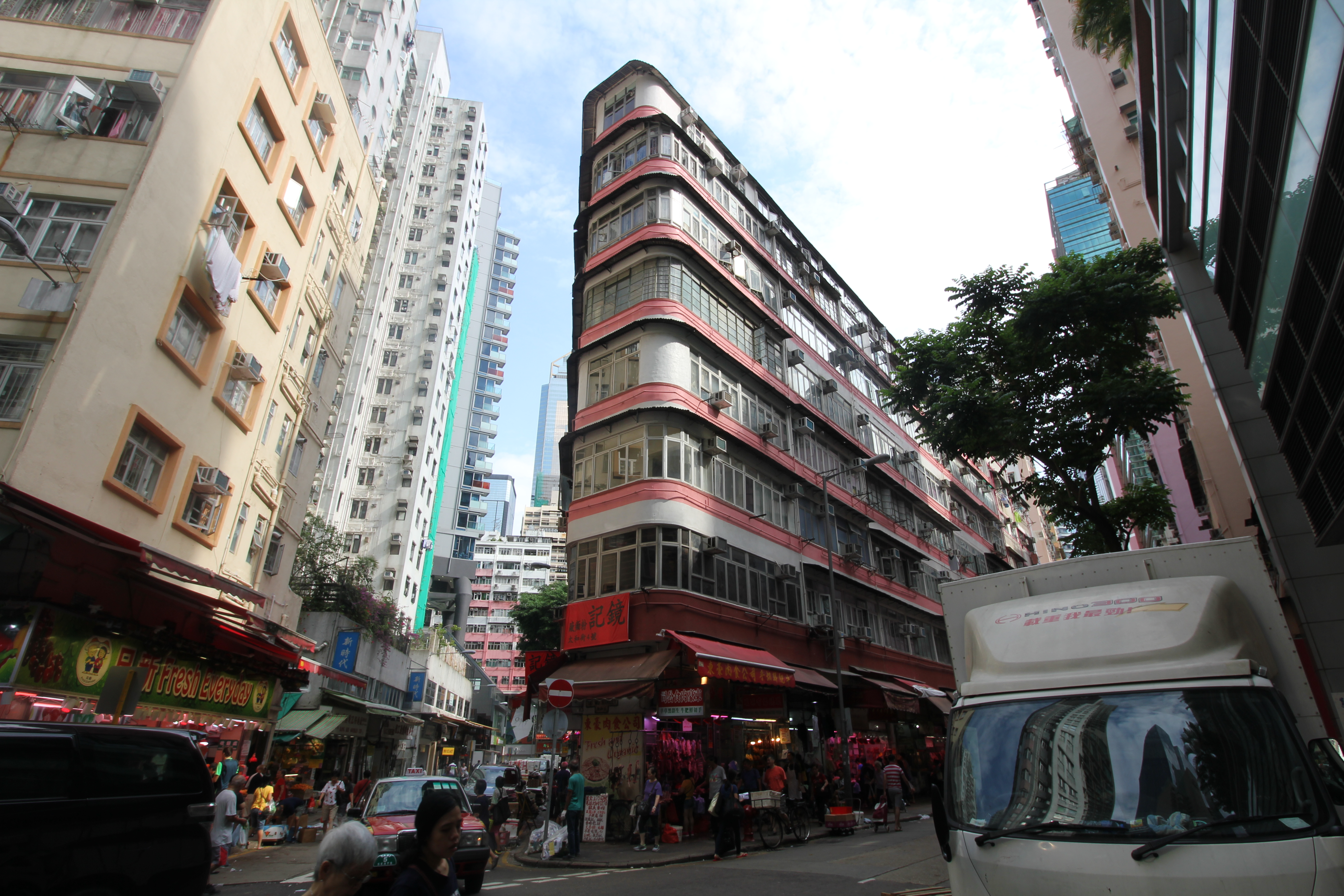
多邊轉角（灣仔大樓）
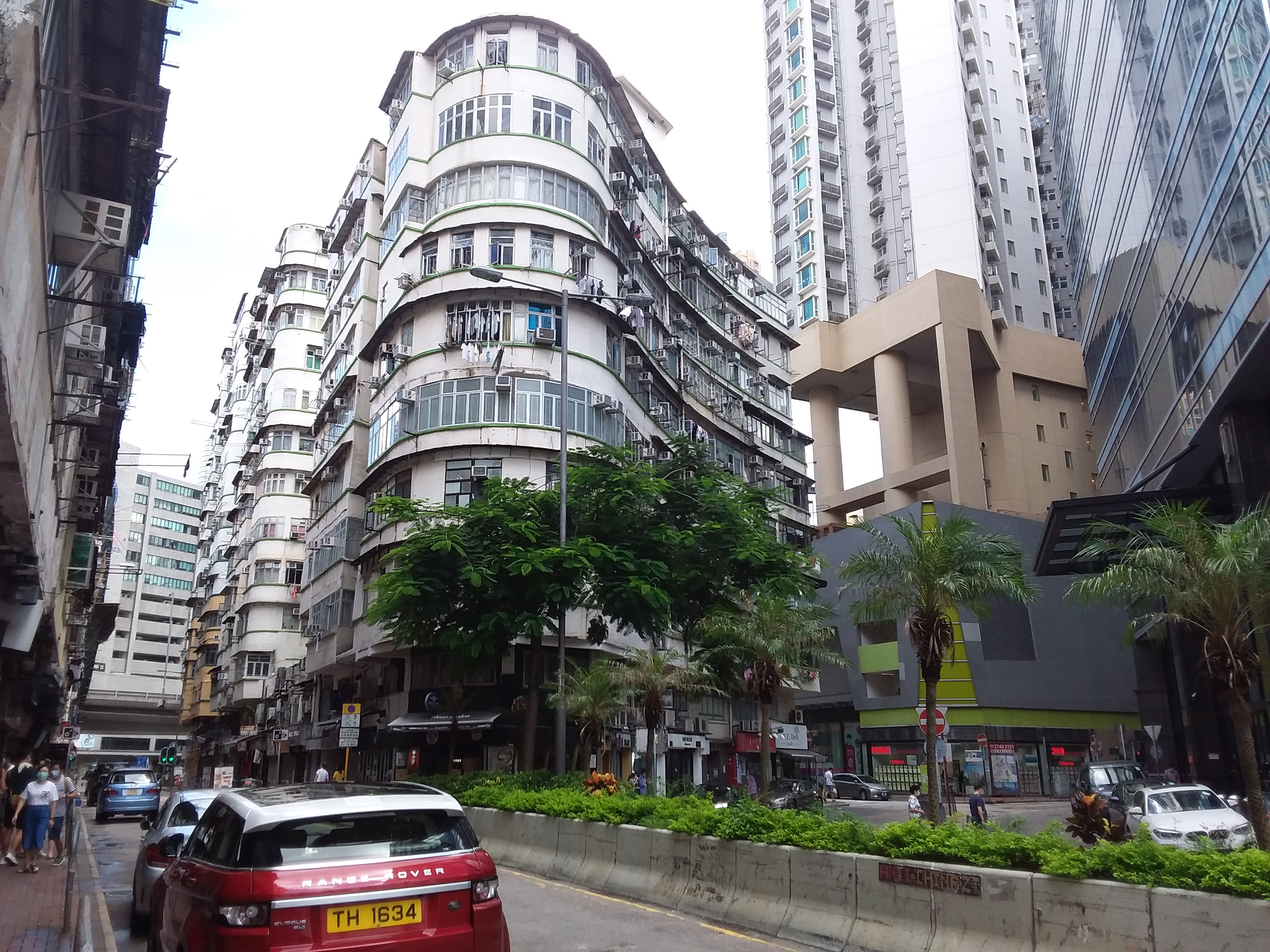
波浪型轉角（富貴大廈）
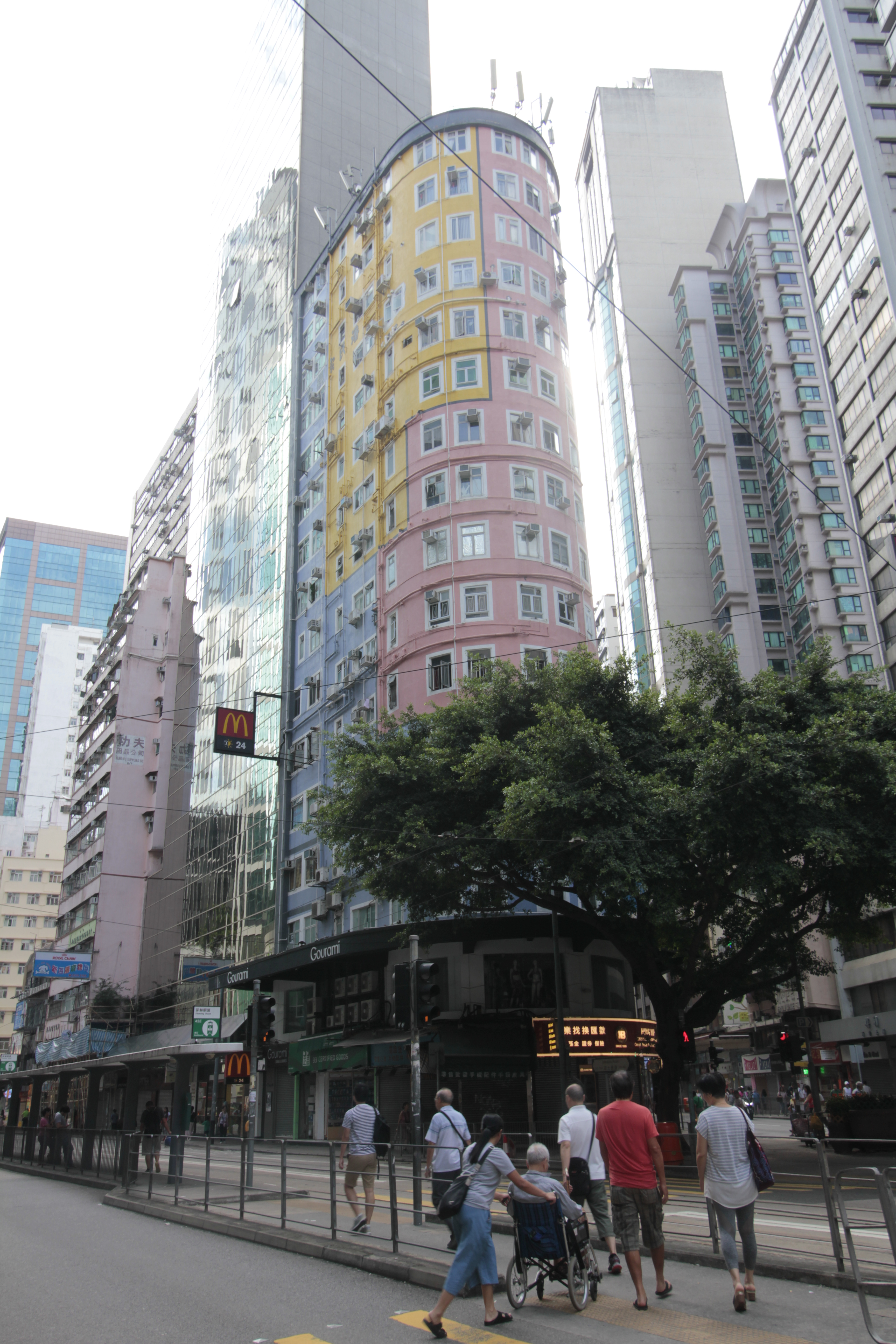
180°圓角（中滙大樓）
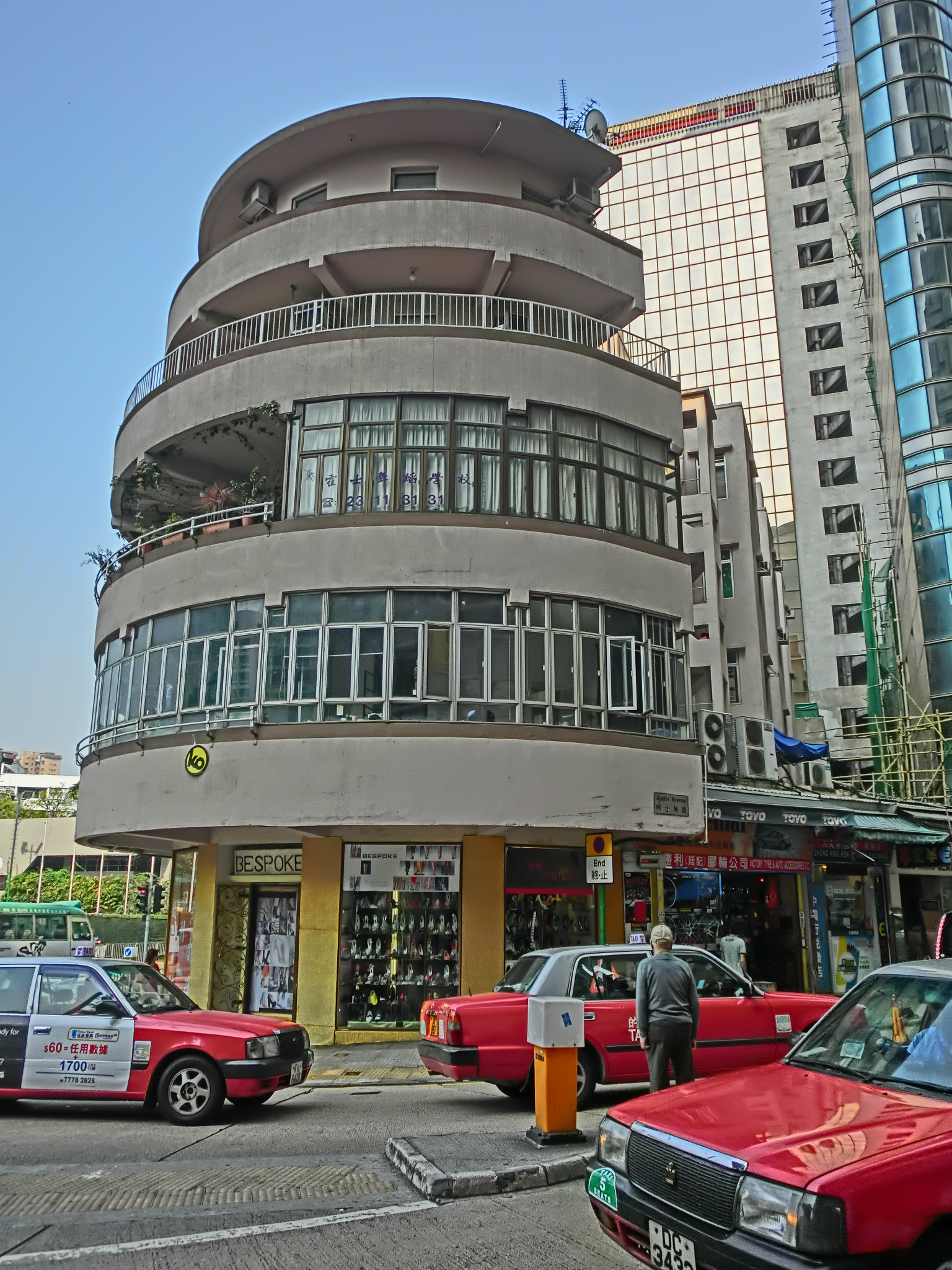
少於180°圓角（拆卸中的柯士甸道148號）

## 其他例子

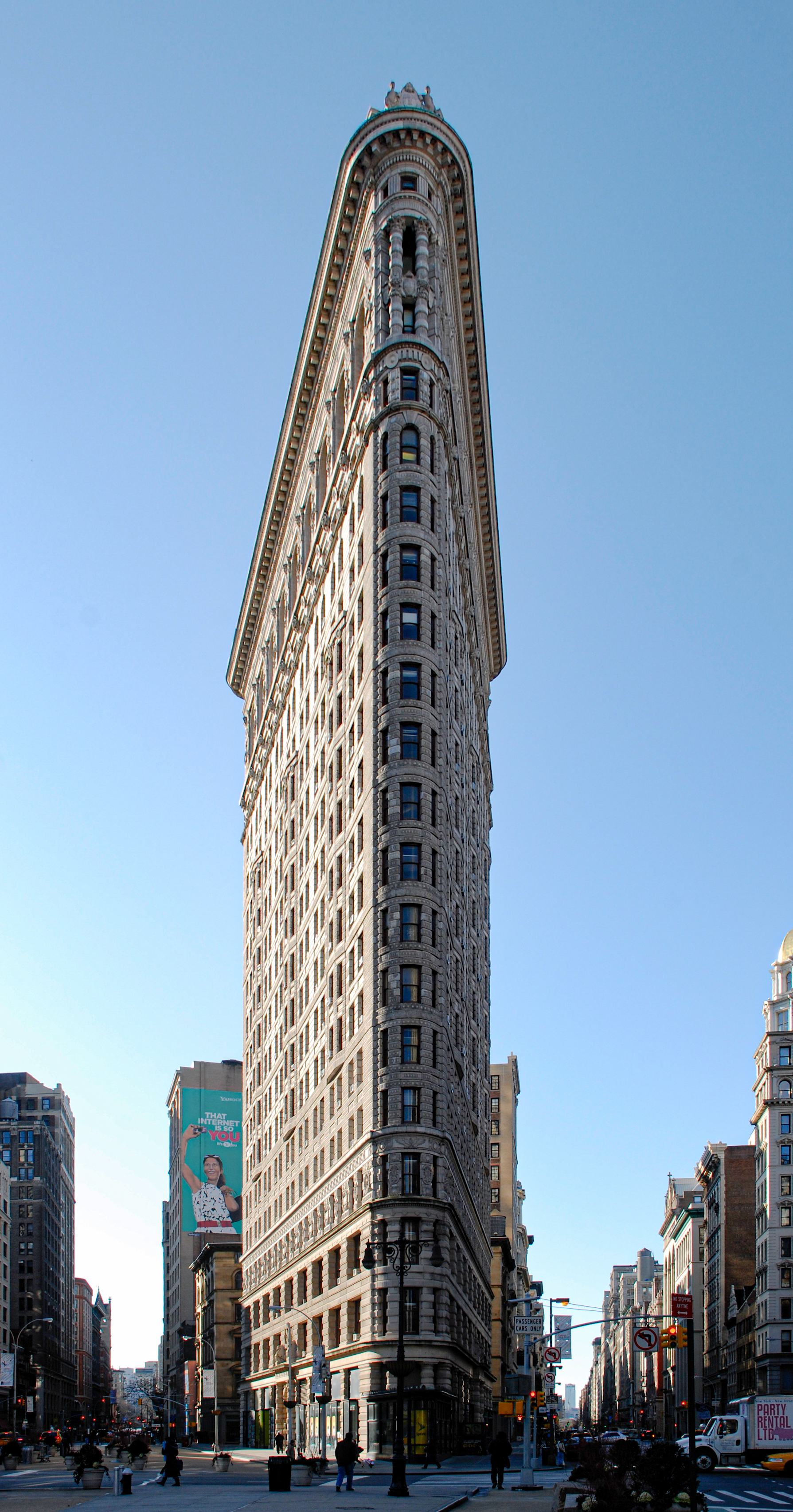
美國紐約的熨斗大廈

### 香港
- 為群公寓（位於界限街及南昌街交界）
- 美華大廈（位於莊士敦道及灣仔道交界）
- 美都餐室（位於廟街及眾坊街交界）
- 華豐大廈（位於彌敦道及佐敦道交界）
- 中匯大樓（位於灣仔道、菲林明道及莊士敦道交界）
- 興華大廈（位於巴丙頓道、柏道、聖士提反里及半山屋蘭士里交界）

### 臺灣
- 林百貨

### 美國
- 熨斗大廈（紐約）

### 英國
- 街角樓（諾定咸）（英语：The Cornerhouse, Nottingham）
- 街角樓（曼徹斯特）（英语：Cornerhouse）

## 書籍

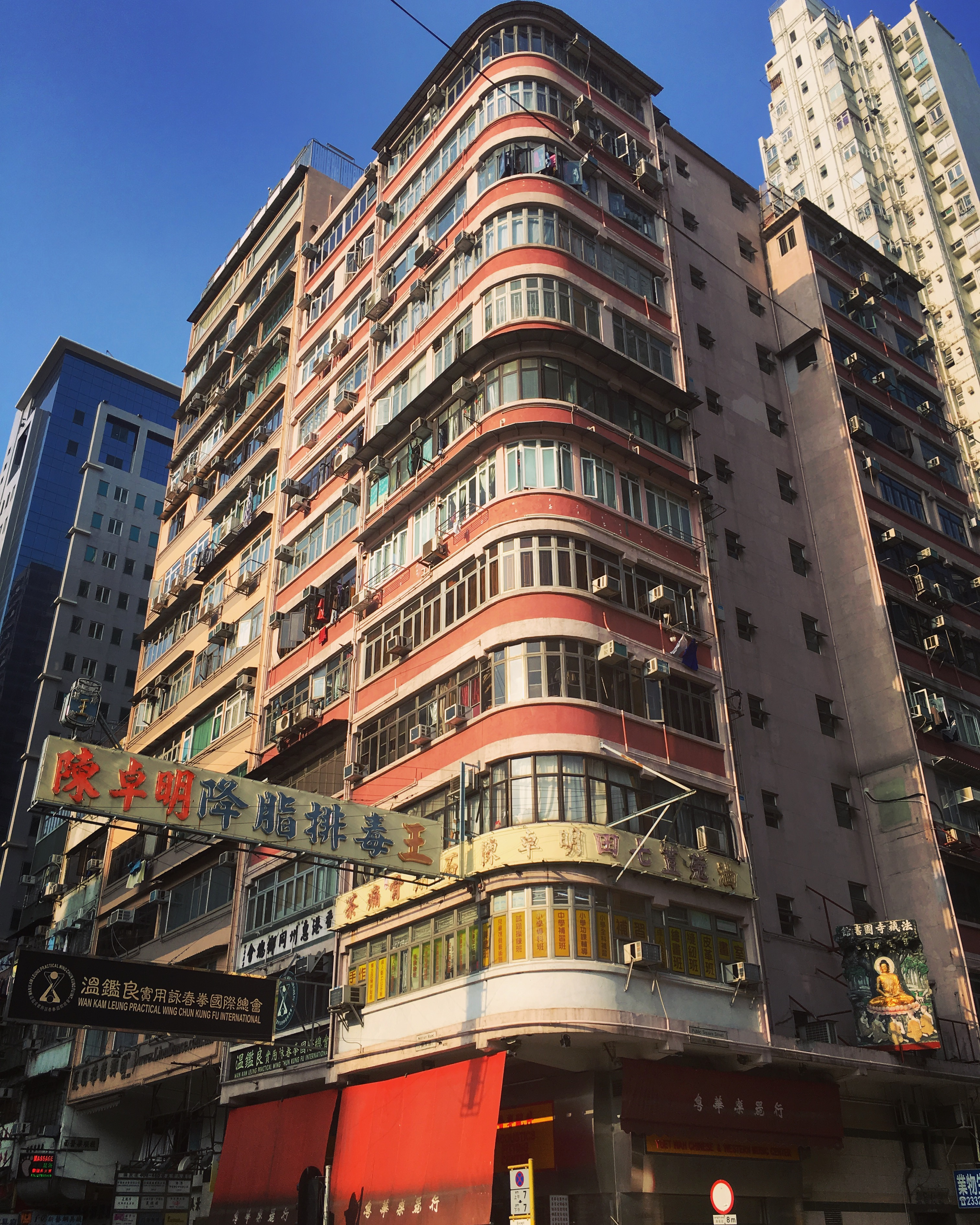
位於彌敦道及眾坊街交界的安昌大廈

- Michael Wolf 吳爾夫《Hong Kong Corner Houses 街頭街尾》(2010)

## 外部連結
- 《A Piece of Hong Kong's History: Composite Buildings》（页面存档备份，存于），Indesignlive.hk
- 《PHOTOGRAPHY – Michael Wolf's Hong Kong Cornerhouses》（页面存档备份，存于），Hong Wrong